# (36863) 2000 SW142
2000 SW142 (asteroide 36863) é um asteroide da cintura principal. Possui uma excentricidade de 0.14376210 e uma inclinação de 8.60989º.
Este asteroide foi descoberto no dia 23 de setembro de 2000 por LINEAR em Socorro.